# کنت ولش
کنت ولش (انگلیسی: Kenneth Welsh؛ زادهٔ ۳۰ مارس ۱۹۴۲ – ۵ مهٔ ۲۰٢٢) بازیگر سینما، و هنرپیشه اهل کانادا است. وی از سال ۱۹۶۴ میلادی مشغول فعالیت بوده‌است.
از فیلم‌ها یا برنامه‌های تلویزیونی که وی در آن نقش داشت می‌توان به کارول: مردی که پاپ شد، روز پس از فردا، هوانورد، افسانه‌های خزان، عامل نفوذی، داندی کروکودیل ۲، میثاق، موزه مارگارت، هنر سرقت، کیت کیترج: یک دختر آمریکایی، داستان لوک و زنی دیگر اشاره کرد.